# محمد النعيمي
محمد خالد النعيمي لاعب كرة قدم قطري ، ولد في (25 مارس 2000) ، يلعب لصالح نادي الشمال معار من نادي الدحيل في دوري نجوم قطر.

## مسيرة اللاعب
لعب في نادي الدحيل و أعير إلى النادي الأهلي ونادي المرخية ونادي الشمال.

## روابط خارجية
- محمد النعيمي على موقع Soccerway.com (الإنجليزية)
- محمد النعيمي على موقع كووورة